# Datu Paglas
Datu Paglas ist eine philippinische Stadtgemeinde in der Provinz Maguindanao del Sur. Sie hat 28.387 Einwohner (Zensus 1. August 2015).

## Baranggays
Datu Paglas ist politisch in 23 Baranggays unterteilt.
| - Alip (Pob.) - Damawato - Katil - Malala - Mangadeg - Manindolo - Puya - Sepaka - Lomoyon - Kalumenga (Kalumanga) - Palao sa Buto - Damalusay | - Bonawan - Bulod - Datang - Elbebe - Lipao - Madidis - Makat - Mao - Napok - Poblacion - Salendab |